# Загной Володимир Карпович
Володимир Карпович Загной (нар. 8 січня 1926, Рубанівка — пом. 27 січня 1945, Польща) — радянський воїн, учасник німецько-радянської війни, Герой Радянського Союзу.

## Біографія
Народився 8 січня 1926 року в селі Рубанівці (тепер Каховський район Херсонської області, Україна) в селянській сім'ї. Українець. Жив в селі Новомиколаївці Мелітопольського району Запорізької області. Закінчив 5 класів школи. З вересня 1941 року по листопад 1943 року перебував на території, окупованій ворогом.
У грудні 1943 року, після звільнення села, призваний в Червону армію і направлений на фронт кулеметником 175-го гвардійського стрілецького полку 58-ї гвардійської стрілецької дивізії. У складі 57-ї армії 2-го Українського фронту брав участь в боях на річці Інгулець; в складі 37-ї армії 3-го Українського фронту в розгромі Нікопольсько-криворізького угрупування противника, боях в межиріччі Інгульця та Південного Бугу в ході Березнеговато-Снігурівської операції, звільнення Миколаївської, Одеської областей та Молдови в ході Одеської операції; в складі 5-ї гвардійської армії 1-го Українського фронту — у форсуванні Вісли і боях на Сандомирському плацдармі. 
Особливо відзначився в ході Сандомирско-Сілезької наступальної операції. 23 січня 1945 року одним із перших переправився через Одер в районі села Дьоберен (нині гміна Добжень-Велькі, Опольське воєводство, Польща). При підході човна до берега виявив групу противника і відкрив по ним вогонь з кулемета. Після висадки з човна вступив в бій. Вогнем кулемета відтягнув на себе значні сили ворога, чим сприяв успішній переправі інших підрозділів батальйону. У цьому бою знищив близько двох взводів ворога. 24 січня в боях за плацдарм на правому березі при відбитті контратаки противника знищив близько двох десятків бійців. У цьому бою був смертельно поранений і помер в госпіталі 27 січня 1945 року. Похований у братській могилі на західній околиці села Хорст (Сверкле, Опольське воєводство, Польща).

## Нагороди
Указом Президії Верховної Ради СРСР від 10 квітня 1945 року за мужність, відвагу і героїзм, проявлені в боротьбі з німецько-фашистськими загарбниками, гвардії червоноармійцю Загною Володимиру Карповичу посмертно присвоєно звання Героя Радянського Союзу.
Нагороджений орденами Леніна, Слави 3-го ступеня (11 лютого 1945), медаллю «За відвагу» (30 вересня 1944).

## Вшанування пам'яті

Погруддя в Рубанівці.

В селі Рубанівці встановлене погруддя Герою, в селі Новомиколаївці — стела. Його ім'я викарбуване на плиті на Алеї Героїв у Мелітополі.